# Umbuzeiro (gemeente)
Umbuzeiro is een gemeente in de Braziliaanse deelstaat Paraíba. De gemeente telt 9.450 inwoners (schatting 2009).

## Geboren
- Epitácio Pessoa (1865-1942), president van Brazilië (1919-1921)